# Museo Bernabé de las Casas
El Museo Bernabé de la Casas está ubicado en el Municipio de Mina (Nuevo León). El inmueble del museo fue construido en 1883 para uso habitacional, posteriormente funcionó como escuela hasta que se destinó su uso como Casa de la Cultura y Museo. Es considerado monumento histórico por el INAH y en 1990 se remodeló bajo su supervisión.
El acervo del museo contiene más de 4,500 piezas de antropología, historia y paleontología en 25 salas de exposición. Además de las salas, el Museo Bernabé de las Casas tiene un restaurante, una librería y un jardín botánico. 

## Historia del museo
En 1983, un campesino de la zona vislumbró en la base de la ribera del río Salinas los colmillos y el cráneo del animal prehistórico conocido científicamente como Mammuthus Imperator. Después de dar aviso a la Universidad Autónoma de Nuevo León, los trabajos de investigación y excavación se iniciaron ese mismo año.
Para evidenciar este hallazgo y compartirlo, se creó un comité para emprender un proyecto cultural al que se sumaron los habitantes del municipio.
La sala de Paleontología II es la más importante del museo porque exhibe el cráneo de Mamut encontrado en 1983 en el Río Salinas del municipio de Mina, Nuevo León. 

## Salas
- Inducción
- Geología Histórica
- Paleontología I
- Paleontología II
- Antropología
- Rutas Humanas del Mundo
- Antiguos Pobladores
- Hombre del Valle de la Salinas
- Genealogía
- Evangelización
- La Fragua
- Mina: Pasado y Presente
- La Cocina Norestense
- Niño Fidencio y el Fidencismo
- Sala Mineralogía
- Exposiciones Temporales Manuel Garza